# Floßmannstraße 3 (München)

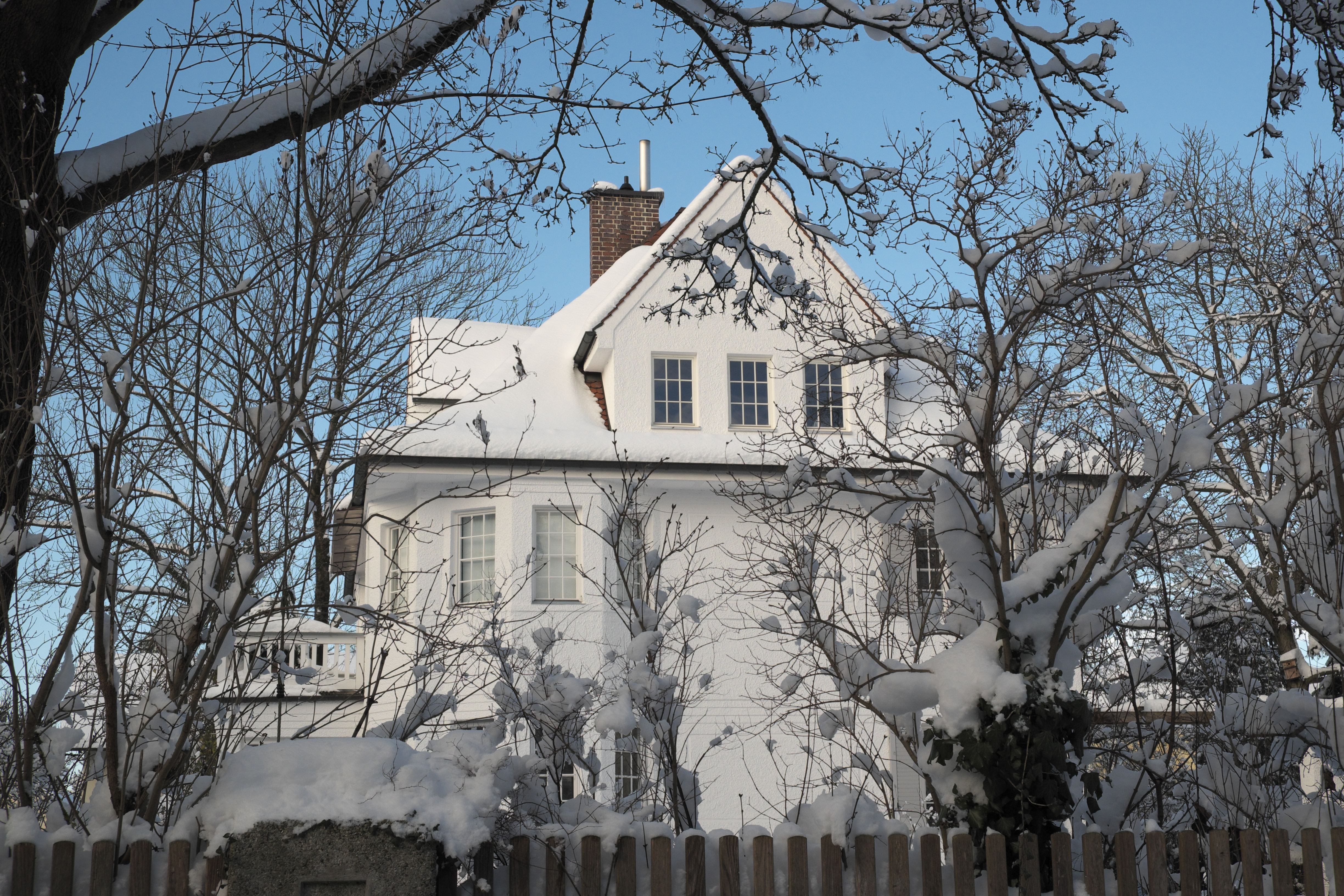
Haus Floßmannstraße 3 im Stadtteil Pasing von München

Das Gebäude Floßmannstraße 3 im Stadtteil Pasing der bayerischen Landeshauptstadt München wurde 1910 errichtet. Die Villa in der Floßmannstraße, die zur Villenkolonie Pasing I gehört, ist ein geschütztes Baudenkmal.
Das Haus wurde im Jahr 1910 nach Plänen des Architekten Walter Sartorius aus Planegg erbaut. Sein Aussehen wird als „versachlichter Jugendstil“ bezeichnet.